# Handycam

Handycam-logo

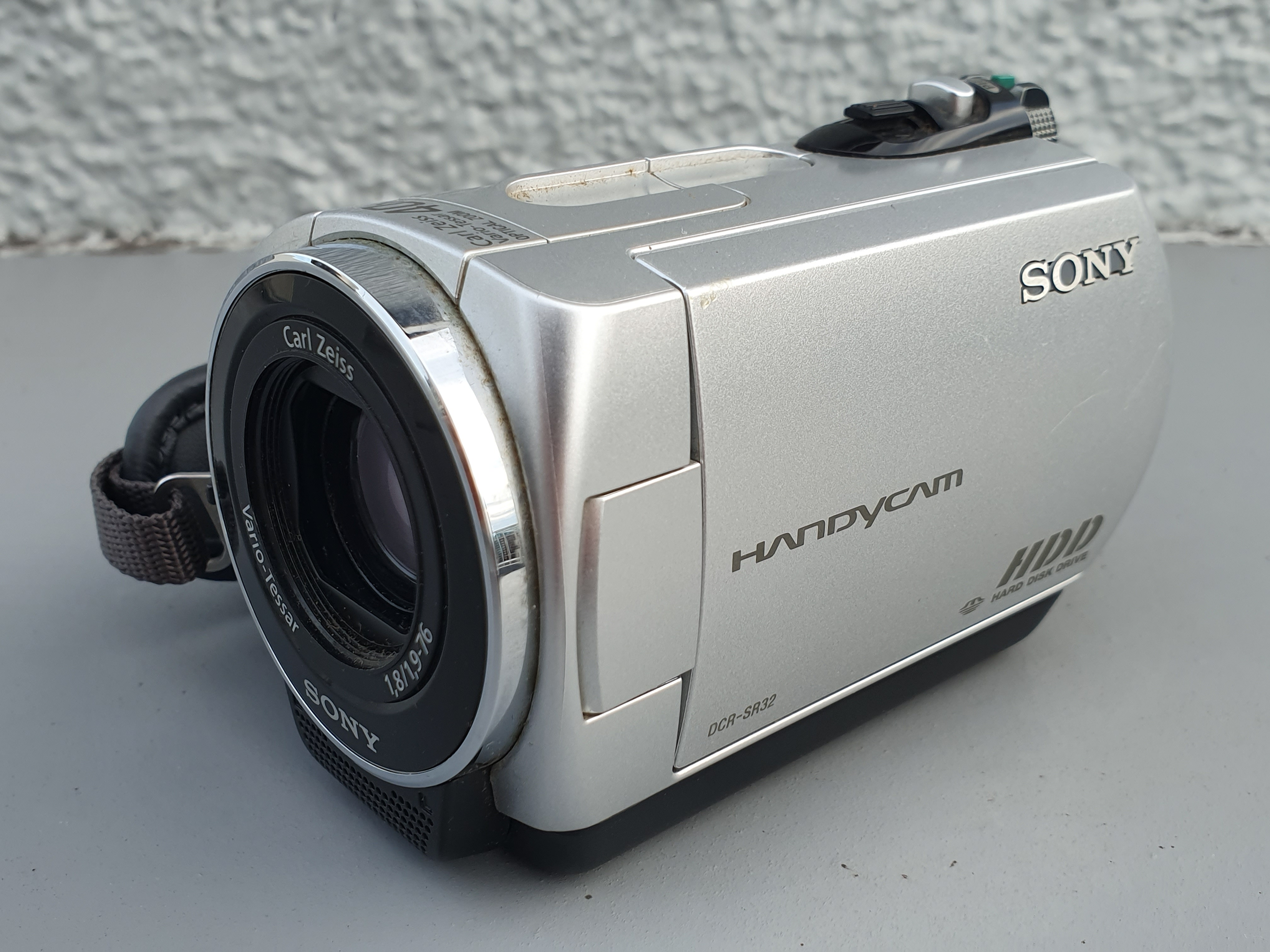
Sony Handycam DCR-SR32

Handycam is een merknaam voor camcorders van de Japanse fabrikant Sony. De videocamera's zijn sinds 1985 op de markt en vervingen modellen die op het Betamax-systeem waren gebaseerd. Een concurrerend merk van Sony zijn compacte digitale camera's onder de naam Cyber-shot.
Door de grote populariteit en het compacte formaat van de filmcamera's bleef Sony de apparaten fabriceren. De Video8-bandjes werden opgevolgd in 1989 door Hi8, die een sterk verbeterde frequentie en kleurweergave bieden. In 1999 werd Digital8 geïntroduceerd, een digitaal videosysteem.

## Modelserie
- Video8 Handycam (1985-1989)
- Hi8 Handycam (1989-2007)
- Digital8 Handycam (1999-2007)
- DV Handycam (1995)
- DVD-Handycam (2003)
- HDV Handycam (2004)
- HDD Handycam (2006)
- Memory Stick Handycam (2003-2009)
- SD Card Handycam (2010-heden)[1]
- 4K Handycam (2015-heden)[2]